# Stenophyllanin A
Stenophyllanin A es un elagitanino que se puede encontrar en Cowania mexicana, Coleogyne ramosissima y Quercus stenophylla.